# Jądro międzypęczkowe
Jądro międzypęczkowe, jądro Staderiniego (łac. nucleus interfascicularis) – w anatomii człowieka jedno z jąder okołopodjęzykowych, znajdujących się w obrębie tworu siatkowatego i istoty szarej środkowej. Jądro międzypęczkowe położone jest w pobliżu jądra nerwu podjęzykowego, brzusznie od niego.
Nazwa eponimiczna upamiętnia włoskiego anatoma Rutilio Staderiniego (1861–1942).